# Richard-Brasier
Firma Richard-Brasier byla nástupcem krátce existující francouzské automobilky Georges Richard. Emblémem firmy byl čtyřlístek.

## Historie
V roce 1897 začal Georges Richard v Ivry-Port, jednom z pařížských předměstí s licenční výrobou automobilů Karla Benze. Společnost Société des Anciens Etablissements Georges Richard se v roce 1902 s příchodem konstruktéra Henri Brasiera v roce 1902 přejmenovala na Richard-Brasier.
Georges Richard opustil firmu v roce 1905 a založil společnost novou – UNIC, poté přejmenovanou na Société des Automobiles Brasier. V období velké hospodářské krize v roce 1930 však skončila i ona.

## Automobily
Společnost Richard-Brasier vyráběla velké, řetězem poháněné automobily osazené dvou nebo čtyřválcovými motory. Zpočátku byly její vozy podobné dřívějším modelům Panhard & Levassor (např. model 10 CV nebo 40 CV).

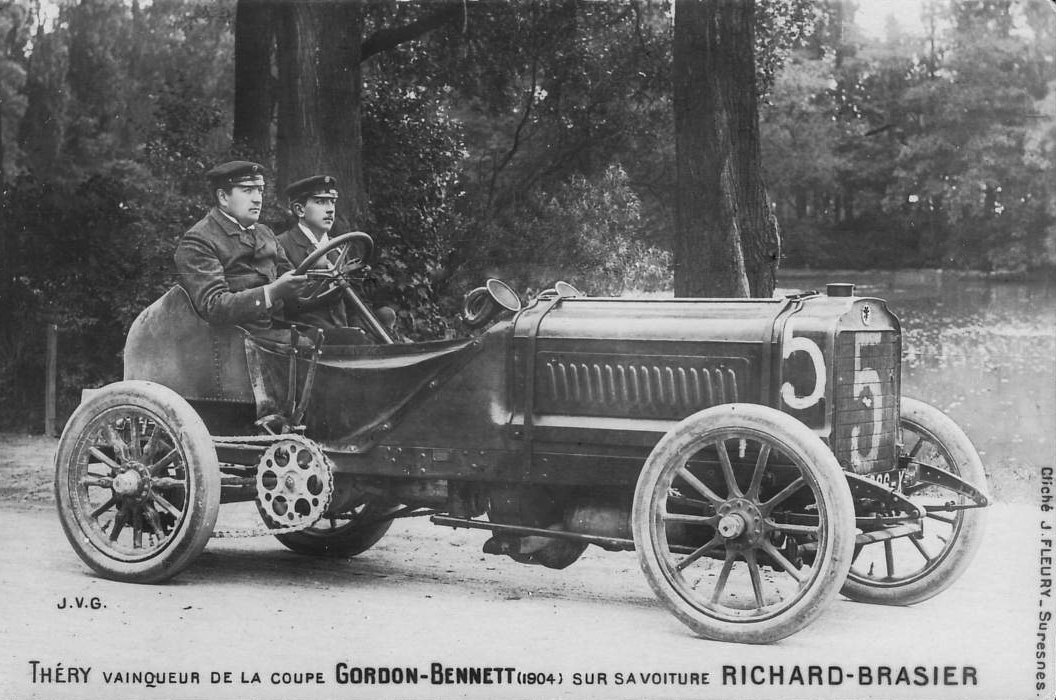
Leon Thery ve voze Richard-Brasier v závodě o pohár Gordona Bennetta v roce 1904

Se závodními velkoobjemovými speciály Richard-Brasier zvítězil Léon Théry v závodech o Pohár Gordona Bennetta v ročnících 1904 a 1905. Nástupcem Richard-Brasier se stala společnost Brasier.
Jeden dochovaný automobil této značky je ve sbírce Shuttleworth Collection v Biggleswade (Bedfordshire).

### Názvy v průběhu let
- 1897–1905 Société des Anciens Etablissements Georges Richard
- 1905–1926 Société des Automobiles Brasier
- 1926–1930 Société Chaigneau-Brasier